# Hannó (239 aC)
Hannó fou un militar cartaginès enviat a Sardenya l'any 239 aC per sotmetre als mercenaris que, seguint l'exemple dels mercenaris a Àfrica, s'havien revoltat i havien matat al general Bostar.
En arribar a l'illa les seves pròpies tropes en part mercenaris es van declarar a favor dels rebels i va ser fet presoner i crucificat immediatament, segons diu Polibi.